# Tournoi masculin de volley-ball aux Jeux européen de 2015
Cet article traite de l'épreuve masculine. Pour la compétition féminine, voir Tournoi féminin de volley-ball aux Jeux européen de 2015.
Navigation
2019
Le tournoi de volley-ball des hommes dans les jeux européens de 2015 à Bakou, en Azerbaïdjan a été la 1re édition de l'événement des Jeux européens. Il s'est tenu au Baku Crystal Hall du 14 juin au 28 juin 2015.

## Qualification
| Mode de qualification                | Places totales | Hommes                                                                   |
| ------------------------------------ | -------------- | ------------------------------------------------------------------------ |
| Pays organisateur                    | 1              | Azerbaïdjan                                                              |
| Rang Européen CEV (1er janvier 2015) | 9              | Russie Italie Serbie Pologne Bulgarie Allemagne France Finlande Belgique |
| Rang Ligue Européenne (2011-2014)    | 2              | Slovaquie Turquie                                                        |
| Total                                |                | 12                                                                       |

## Composition des poules
Les équipes sont disposées suivant le système Serpentine en fonction de leur classement européenne à compter du 1er janvier 2015.
Les 12 équipes sont séparées en deux groupes de six, lesquelles disputent un round robin entre elles. Les quatre premiers de chaque groupe sont qualifiés pour la phase finale, les deux derniers sont éliminés. La phase finale consiste en quarts de finale croisés entre les groupes, demi-finales, finale pour la médaille de bronze et finale.
| Poule A            | Poule B        |
| ------------------ | -------------- |
| Azerbaïdjan (Hôte) | Russie (1)     |
| Serbie (3)         | Italie (2)     |
| Pologne (4)        | Bulgarie (5)   |
| France (7)         | Allemagne (6)  |
| Finlande (8)       | Belgique (9)   |
| Turquie (13)       | Slovaquie (10) |

### Poule A

#### Classement
| # | Équipe      | Pts | J | G | Gt | Pt | P | Sp | Sc | Ratio | Pp  | Pc  | Ratio |
| 1 | Pologne     | 12  | 5 | 2 | 3  | 0  | 0 | 15 | 6  | 2.5   | 464 | 401 | 1.157 |
| 2 | France      | 12  | 5 | 3 | 1  | 1  | 0 | 14 | 5  | 2.8   | 431 | 381 | 1.131 |
| 3 | Turquie     | 9   | 5 | 2 | 1  | 1  | 1 | 11 | 9  | 1.222 | 449 | 414 | 1.085 |
| 4 | Serbie      | 8   | 5 | 2 | 0  | 2  | 1 | 11 | 9  | 1.222 | 430 | 419 | 1.026 |
| 5 | Finlande    | 2   | 5 | 0 | 1  | 0  | 4 | 3  | 14 | 0.214 | 334 | 403 | 0.829 |
| 6 | Azerbaïdjan | 2   | 5 | 0 | 0  | 2  | 3 | 4  | 15 | 0.267 | 356 | 446 | 0.798 |

- Qualifiés pour les quarts de finale

### Poule B

#### Classement
| # | Équipe    | Pts | J | G | Gt | Pt | P | Sp | Sc | Ratio | Pp  | Pc  | Ratio |
| 1 | Allemagne | 12  | 5 | 4 | 0  | 0  | 1 | 13 | 3  | 4.333 | 391 | 330 | 1.185 |
| 2 | Russie    | 12  | 5 | 4 | 0  | 0  | 1 | 13 | 5  | 2.6   | 438 | 384 | 1.141 |
| 3 | Bulgarie  | 11  | 5 | 3 | 1  | 0  | 1 | 12 | 7  | 1.714 | 445 | 406 | 1.096 |
| 4 | Slovaquie | 6   | 5 | 2 | 0  | 0  | 3 | 7  | 11 | 0.636 | 378 | 427 | 0.885 |
| 5 | Belgique  | 3   | 5 | 0 | 1  | 1  | 3 | 6  | 14 | 0.429 | 391 | 461 | 0.848 |
| 6 | Italie    | 1   | 5 | 0 | 0  | 1  | 4 | 4  | 15 | 0.267 | 421 | 456 | 0.923 |

- Qualifiés pour les quarts de finale

## Phase finale

### Tableau
|  | Quarts de finale | Quarts de finale |          |           | Demi-finales           | Demi-finales           |   |  | Finale  | Finale  |
|  | Quarts de finale | Quarts de finale |          |           | Demi-finales           | Demi-finales           |   |  | Finale  | Finale  |
|  |                  |                  |          |           |                        |                        |   |  |         |         |
|  | 24 juin          | 24 juin          |          |           | 26 juin                | 26 juin                |   |  | 28 juin | 28 juin |
|  | 24 juin          | 24 juin          |          |           | 26 juin                | 26 juin                |   |  | 28 juin | 28 juin |
|  | Pologne          | 3                |          |           | 26 juin                | 26 juin                |   |  | 28 juin | 28 juin |
|  | Pologne          | 3                |          |           | 26 juin                | 26 juin                |   |  | 28 juin | 28 juin |
|  | Slovaquie        | 0                |          |           | 26 juin                | 26 juin                |   |  | 28 juin | 28 juin |
|  | Slovaquie        | 0                | Pologne  | 2         |                        |                        |   |  | 28 juin | 28 juin |
|  | 24 juin          |                  | Pologne  | 2         |                        |                        |   |  | 28 juin | 28 juin |
|  |                  | Bulgarie         | 3        |           |                        |                        |   |  | 28 juin | 28 juin |
|  | Turquie          | Bulgarie         | 3        | 1         |                        |                        |   |  | 28 juin | 28 juin |
|  | Turquie          |                  |          | 1         |                        |                        |   |  | 28 juin | 28 juin |
|  | Bulgarie         | 3                |          |           |                        |                        |   |  | 28 juin | 28 juin |
|  | Bulgarie         | 3                | Bulgarie | 1         |                        |                        |   |  |         |         |
|  | 24 juin          |                  | Bulgarie | 1         |                        |                        |   |  |         |         |
|  |                  | Allemagne        | 3        |           |                        |                        |   |  |         |         |
|  | France           | Allemagne        | 3        | 0         |                        |                        |   |  |         |         |
|  | France           | 26 juin          |          | 0         |                        |                        |   |  |         |         |
|  | Russie           | 3                |          |           |                        |                        |   |  |         |         |
|  | Russie           | 3                | Russie   | 1         |                        |                        |   |  |         |         |
|  | 24 juin          | 24 juin          | Russie   | 1         | Match pour la 3e place | Match pour la 3e place |   |  |         |         |
|  | 24 juin          | 24 juin          |          | Allemagne | Match pour la 3e place | Match pour la 3e place | 3 |  |         |         |
|  | Serbie           | 0                | 28 juin  | 28 juin   |                        |                        | 3 |  |         |         |
|  | Serbie           | 0                | 28 juin  | 28 juin   |                        |                        |   |  |         |         |
|  | Allemagne        | 3                |          | Pologne   | 1                      |                        |   |  |         |         |
|  | Allemagne        | 3                |          | Pologne   | 1                      |                        |   |  |         |         |
|  |                  |                  |          |           |                        |                        |   |  | Russie  | 3       |
|  |                  |                  |          |           |                        |                        |   |  | Russie  | 3       |

## Résultats

### Classement final
| Rang                                | Nation      |
| ----------------------------------- | ----------- |
| Médaille d'or, Jeux olympiques      | Allemagne   |
| Médaille d'argent, Jeux olympiques  | Bulgarie    |
| Médaille de bronze, Jeux olympiques | Russie      |
| 4                                   | Pologne     |
| 5                                   | France      |
| -                                   | Serbie      |
| -                                   | Slovaquie   |
| -                                   | Turquie     |
| 9                                   | Belgique    |
| -                                   | Finlande    |
| 11                                  | Azerbaïdjan |
| -                                   | Italie      |